# Rezső Crettier
Rezső Crettier (Budapest, 15 novembre 1878 – Budapest, 8 marzo 1945) è stato un pesista e discobolo ungherese.
Partecipò ai Giochi della II Olimpiade di Parigi del 1900 nelle gare di lancio del disco, in cui arrivò quinto, e getto del peso, in cui giunse quarto.
Fu per tre anni consecutivi campione ungherese di getto del peso, dal 1899 al 1901.